# Santa Mónica (Maldonado)
Santa Mónica ist eine Ortschaft in Uruguay.

## Geographie
Sie befindet sich auf dem Gebiet des Departamento Maldonado in dessen Sektor 6. Santa Mónica liegt an der Atlantikküste einige Kilometer küstenaufwärts von Punta del Este angrenzend an die Laguna José Ignacio. Nächstgelegene Nachbarorte sind im Osten José Ignacio und im Westen Edén Rock.

## Infrastruktur
Santa Mónica liegt an der Ruta 10.

## Einwohner
Santa Mónica hatte bei der Volkszählung 2011 111 Einwohner, davon 69 männliche und 42 weibliche.
| Jahr | Einwohner |
| ---- | --------- |
| 1963 | –         |
| 1975 | –         |
| 1985 | –         |
| 1996 | 10        |
| 2004 | 62        |
| 2011 | 111       |

Quelle: Instituto Nacional de Estadística de Uruguay